# コモディイイダ

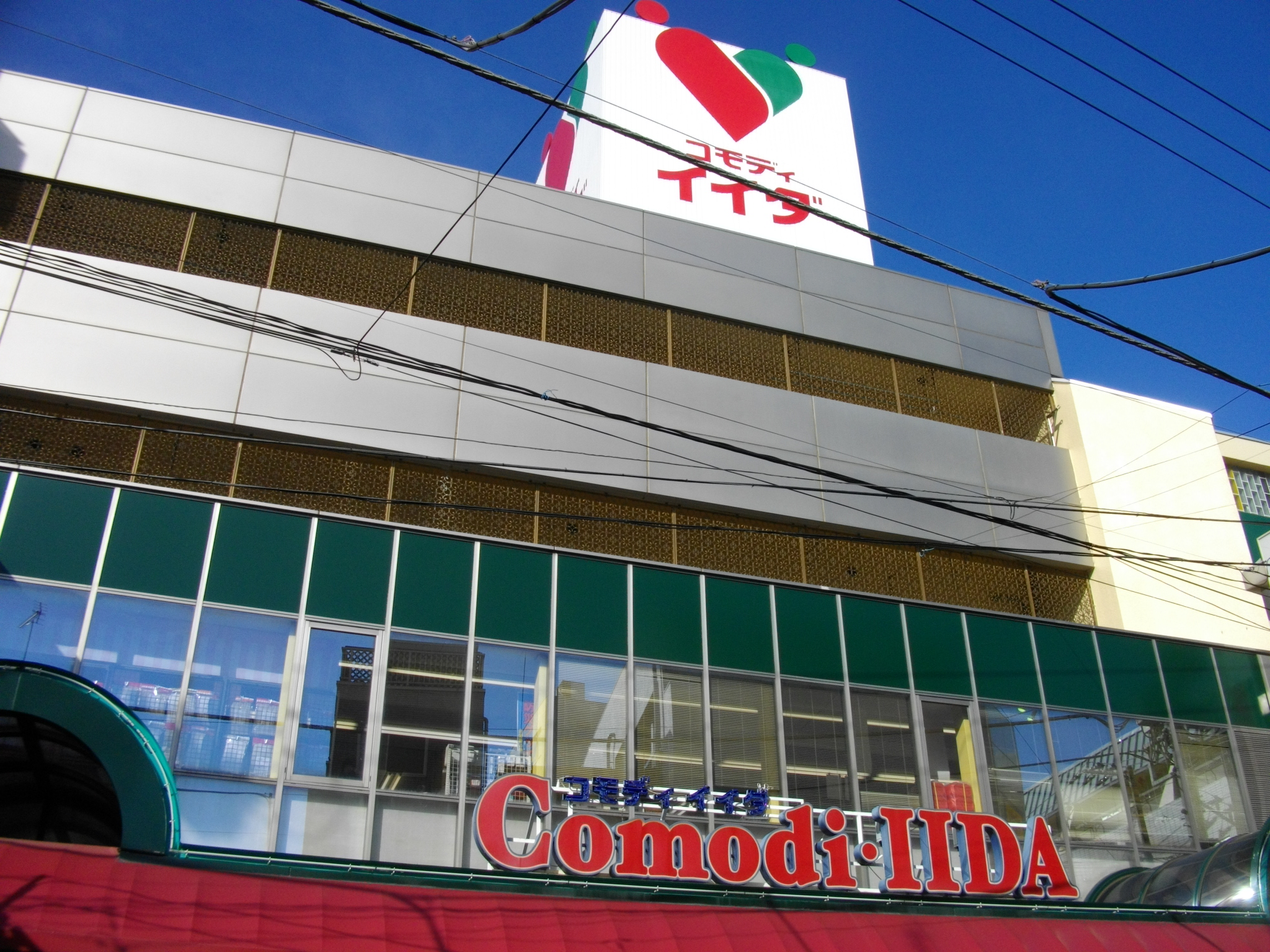
コモディイイダ滝野川店

株式会社コモディイイダ（英: Comodi-iida Co.,LTD.）は、東京都北区滝野川七丁目に本部を置き、関東地方で食品スーパーマーケットを展開している日本の企業。旧社名は、株式会社飯田百貨店。CGCグループ加盟。
生鮮食品を中心に取り扱うスーパーマーケットを東京都、埼玉県、千葉県に展開している。売上構成比は衣料・日用雑貨が1割弱で、ほとんどが食料品である。

## 歴史・概要
福井県大野町出身の飯田信助が飯田吉蔵の養子となって上京し、北豊島郡滝野川町田端91で、1924年（大正13年）に「八百信」として青果店を開いたのが始まりである。この田端銀座通りにあった店舗は薄利多売の商法が評価されて昭和初期には門前市をなすと評価されるほど繁盛し、小石川区柳町24にも支店を出すようになっていた。
1935年（昭和10年）1月3日に東京市王子区上十条町38番地を本店として資本金4000円で「合資会社飯田百貨店」を設立して法人化し、食品全般と日用雑貨の販売を開始した。
その後、1937年（昭和12年）1月15日には東京市滝野川区田端町90番地を本店として資本金5万円で「（初代）株式会社飯田百貨店」を設立し、1938年（昭和13年）6月15日に「合資会社飯田百貨店」を解散し、東京市王子区上十条町38番地を本店として資本金5万円で「株式会社飯田雜貨店」を設立した。
しかし、1943年（昭和18年）に企業整備令により解散し、休業することとなった。
1946年（昭和21年）に北区滝野川にて「飯田信助商店」として営業を再開し。1948年（昭和23年）1月27日に資本金17万8000円で「（2代目）株式会社飯田百貨店」に改組して法人化した。
1953年（昭和28年）8月に飯田商事株式会社を設立して、1962年（昭和37年）にセルフサービスを導入し、1970年（昭和45年）9月にグループの飯田商事株式会社を合併した。
青果や鮮魚などの生鮮食品を各店舗の担当者が卸売市場で直接買い付けて自社の自動車で店舗へ納入するなど、仲卸に頼らない直接仕入れを行い、仕入れを抑えることで競争力を維持する戦略を採用し、生鮮部門を全て直営で展開。
また、無借金経営で店舗の多くを自社物件としており、店舗の上層階に社員寮を整備して、自宅通勤者と既婚者以外を入居させるなど、通勤負担や賃料負担を抑制する頃日経営で店舗を増やした。
1997年（平成9年）に「株式会社コモディイイダ」に社名を変更した。

## 沿革
- 1924年（大正13年）[7] - 飯田信助が[4]北豊島郡滝野川町田端91で[5]「八百信」として青果店を創業[7]。
- 1935年（昭和10年）1月3日 - 東京市王子区上十条町38番地を本店として資本金4000円で「合資会社飯田百貨店」を設立[8]。
- 1937年（昭和12年）1月15日 - 東京市滝野川区田端町90番地を本店として資本金5万円で「（初代）株式会社飯田百貨店」を設立[9]。
- 1938年（昭和13年）6月15日 - 「合資会社飯田百貨店」を解散し、東京市王子区上十条町38番地を本店として資本金5万円で「株式会社飯田雜貨店」を設立[10]。
- 1943年（昭和18年） - 企業整備令により解散し[11]、休業[12]。
- 1946年（昭和21年） - 北区滝野川にて[1]「飯田信助商店」として営業を再開[13]。
- 1948年（昭和23年）1月27日[1] - 資本金17万8000円で「（2代目）株式会社飯田百貨店」に改組して法人化[14]。
- 1953年（昭和28年）8月 - 飯田商事株式会社を設立[15]。
- 1955年（昭和30年）5月 - 宮本店を開店[17]。
- 1962年（昭和37年） - セルフサービスを導入[13]。
- 1968年（昭和43年） - 本部事務所を開設[広報 2]。
- 1970年（昭和45年）9月 - グループの飯田商事株式会社を合併[12][14]。
- 1997年（平成9年） - 「株式会社コモディイイダ」に社名を変更[広報 2]。
- 2022年（令和4年）- 
  - 10月1日 - 株式会社新鮮組本部と資本業務提携[広報 3]。同社運営のローソンはコモディイイダグループの運営となる。
  - 12月2日 - 楽天ポイントカードと楽天Edyを全店で導入[広報 4]。
- 2025年（令和7年）1月15日 - 古河駅前店が閉店。茨城県から撤退する[18]。

## 営業中の店舗
2025年1月16日時点で、以下の1都2県に計85店舗出店している。
- 東京都 - 44店舗 ※亀戸店、桜川店は食彩館。中村橋店は1996年に貫井店より店名変更。
- 埼玉県 - 34店舗
- 千葉県 - 7店舗

## 閉店した店舗

### 東京都
- 赤羽台店（東京都北区赤羽台1-6A-19[1]、1970年（昭和45年）10月開店[1]）
  - 売場面積326m2[1]
- 貫井町店（東京都練馬区貫井1-22-30[20]、1959年（昭和34年）9月開店[1]）
  - 売場面積1,550m2[1] → 約1,960m2[20]
- 前野町店（東京都板橋区前野町3-15-3[広報 5]）
  - →パステル東京デザートファクトリー・パステル関東地区本部[要出典]
- 東村山店（東京都東村山市久米川町5-36-1[広報 5]、?開店 - 2023年3月15日閉店[要出典]）
- 竹の塚東店（東京都足立区竹ノ塚2-9-17、?開店 - 2023年[要出典]8月20日閉店[広報 6]）

### 埼玉県
- 和光店（埼玉県和光市本町15-51[広報 5]、1982年（昭和57年）12月開店[21]）
  - 売場面積558m2[21]
- 柳崎店（埼玉県川口市北園町13-1[22]）
  - →埼玉県さいたま市緑区大間木1733に移転、コモディイイダ東浦和店として営業[要出典]
- 草加店（埼玉県草加市清門1丁目401-1[要出典]、2000年（平成12年）開店[広報 2] - 2019年8月31日閉店[要出典]）
- 新所沢店（埼玉県所沢市北所沢町2011[広報 5]、1995年（平成7年）開店[広報 2] - 2022年3月31日閉店[要出典]）
- 川口東口店（埼玉県川口市栄町3-4-18[23]、2000年（平成12年）開店[広報 2] - 2023年3月25日閉店[23]）
- 春日部店（埼玉県春日部市粕壁東5丁目、1992年（平成4年）開店[広報 2] - 2024年（令和6年）3月31日閉店[24]）

### 千葉県
- 千葉高花店（千葉県印西市船尾字高花1441[広報 5]、1990年（平成2年）開店[広報 2] - 2012年6月15日閉店[要出典]）
- 千葉西の原店（千葉県印西市草深字原2102[広報 5]、1994年（平成6年）開店[広報 2] - 2012年6月15日閉店[要出典]）
  - 西の原ショッピングセンター閉鎖のため閉店[要出典]

### 茨城県
- 結城店（茨城県結城市大字結城、2004年9月23日開店[25] - 2019年2月28日閉店[26]）
  - イトーヨーカドーの跡地に出店していた[25]。
- 古河駅前店（茨城県古河市本町1-2-1、1998年（平成10年）開店[広報 2] - 2025年（令和7年）1月15日閉店[18]）

## 駅伝部・アスリートクラブ
1973年（昭和48年）に当時の陸上競技経験者の有志が集まり飯田百貨店陸上部として結成。平成期に入り活動を縮小したが、2009年（平成21年）にコモディイイダ陸上競技部に改名し実業団登録、本格的に活動を再開させた。2011年（平成23年）度から長距離以外の選手の加入も増えたことから、全日本実業団対抗駅伝競走大会（ニューイヤー駅伝）出場を競技の最大目的として活動する「駅伝部」と、それ以外の競技及びメンバーによる「アスリートクラブ」に分割した。
駅伝部は2019年（令和元年）11月3日に開催された第60回東日本実業団対抗駅伝競走大会において12位に入り、2020年（令和2年）1月1日のニューイヤー駅伝に初出場を果たした。2020年、2021年の東日本大会でも12位、2022年の東日本大会は11位、2023年の東日本大会は8位で、5年連続のニューイヤー駅伝出場を達成している。2024年1月のニューイヤー駅伝では30位に入り、過去最高順位を記録した。
女子部員は全日本実業団対抗女子駅伝競走大会（クイーンズ駅伝）への出場を目指し2021年から全日本実業団対抗女子駅伝競走大会予選会（プリンセス駅伝）に出場している。プリンセス駅伝において2021年は21位、2022年は26位、2023年は30位で、クイーンズ駅伝への出場は未だ果たせずにいる。

## 関連会社
- 株式会社新鮮組本部 - 持ち帰り手作り弁当店チェーンを展開していた「ニコデリカ」が始めたコンビニエンスストアのフランチャイズチェーン[31]。

#### 広報資料・プレスリリースなど一次資料
1. ↑  あなたの街のCGC加盟店 株式会社コモディイイダ 新河岸店（CGCジャパン） 2012年5月15日閲覧。
2. 1 2 3 4 5 6 7 8 9 10  “会社情報”.   コモディイイダ (2010年6月25日). 2011年4月7日閲覧。
3. ↑  株式会社 新鮮組本部と資本業務提携
4. ↑  コモディイイダで「楽天ポイントカード」と「楽天Edy」が利用可能に｜楽天ペイメント株式会社のプレスリリース
5. 1 2 3 4 5 6  “店舗一覧”.   コモディイイダ. 1999年10月9日時点のオリジナルよりアーカイブ。2013年5月25日閲覧。
6. ↑  竹の塚東店 コモディイイダ
7. ↑  沿革 コモディイイダ駅伝部